# Соуза, Андре (футболист, 1986)
Андре Соуза (порт. André Sousa; 25 февраля 1986, Коимбра, Португалия) — португальский игрок в мини-футбол, вратарь клуба «Бенфика».

## Биография
Является воспитанником «Академики», начинал спортивную карьеру в «большом футболе». Регулярно выступает за национальную сборную Португалии с 2009 года. Андре Соуза несколько раз признавался лучшим вратарём чемпионатов Португалии.

## Достижения
«Фундау»
- Обладатель Кубка Португалии: 2013/14

«Спортинг»
- Чемпион Португалии (3): 2015/16, 2016/17, 2017/18
- Обладатель Кубка Португалии (3): 2015/16, 2017/18, 2018/19
- Обладатель Кубка португальской лиги: 2016/17
- Обладатель Суперкубка Португалии (2): 2017, 2018
- Победитель Лиги чемпионов: 2018/19

«Бенфика»
- Обладатель Кубка Португалии: 2022/23
- Обладатель Кубка португальской лиги (2): 2019/20, 2022/23
- Обладатель Суперкубка Португалии: 2023

Португалия
- Чемпион Европы (2): 2018, 2022
- Чемпион мира: 2021
- Победитель Финалиссимы: 2022